# David Wells (giocatore di football americano)
David Edward Wells (Fresno, 2 maggio 1995) è un giocatore di football americano statunitense che milita nel ruolo di tight end per i Tampa Bay Buccaneers della National Football League (NFL).

## Carriera

### Dallas Cowboys
Dopo non essere stato scelto nel Draft, Wells il 1º maggio firmò con i Dallas Cowboys. Fu svincolato il 1º settembre 2018.

### Kansas City Chiefs
Wells firmò con la squadra di allenamento dei Kansas City Chiefs il 18 settembre 2018. Vi rimase per tutta la stagione e firmò un nuovo contratto da riserva poco dopo il termine della stessa. Fu svincolato il 9 agosto 2019.

### New England Patriots
Wells firmò con la squadra di allenamento dei New England Patriots il 10 novembre 2020. Fu svincolato il 16 novembre 2020. Il 21 luglio 2021 rifirmò con i Patriots. Il 15 agosto 2021 fu svincolato.

### Atlanta Falcons
Wells firmò con gli  Atlanta Falcons il 20 agosto 2021. Fu svincolato il 31 agosto e rifirmò con la squadra di allenamento il giorno successivo. Fu svincolato il 14 settembre 2021.

### Indianapolis Colts
Wells firmò con la squadra di allenamento degli Indianapolis Colts il 28 settembre 2021. Fu svincolato il 5 ottobre 2021.

### Arizona Cardinals
Wells firmò con la squadra di allenamento degli Arizona Cardinals il 20 ottobre 2021. Il 6 novembre fu promosso nel roster attivo. L’11 novembre fu inserito in lista infortunati per un problema a una mano. Tornò nel roster attivo il 20 dicembre ma fu svincolato il giorno successivo, dopo di che rifirmò con la squadra di allenamento. Il 19 gennaio 2022 firmò un nuovo contratto come riserva. Fu svincolato il 29 luglio 2022.

### Tennessee Titans
Il 13 agosto 2022 Wells firmò con i Tennessee Titans. Fu svincolato il 30 agosto 2022 e rifirmò con la squadra di allenamento il giorno successivo. Fu svincolato il 1º settembre.

### Tampa Bay Buccaneers
Il 14 settembre 2022 Wells firmò con la squadra di allenamento dei Tampa Bay Buccaneers. Fu svincolato il 26 settembre ma rifirmò il 19 ottobre. Il 17 gennaio 2023 firmò un nuovo contratto come riserva.
Il 22 novembre 2023 Wells fu svincolato dai Buccaneers per poi rifirmare con la squadra di allenamento. Il 23 gennaio 2024 firmò un nuovo contratto come riserva.